# Neocladella
Neocladella is een geslacht van vliesvleugeligen uit de familie Encyrtidae. De wetenschappelijke naam van dit geslacht is voor het eerst geldig gepubliceerd in 1915 door Girault.

## Soorten
Het geslacht Neocladella omvat de volgende soorten:
- Neocladella compressipes Girault, 1915
- Neocladella platicornis Xu, 2005